# Vol United Airlines 328
Le 20 février 2021, le Boeing 777-200 effectuant le vol United Airlines 328, un vol passagers domestique reliant Denver à Honolulu, aux États-Unis, fait face à la panne d'un réacteur peu de temps après le décollage, ce qui entraîne des chutes de débris au-dessus du parc Broomfield Commons et des environs,,,. 

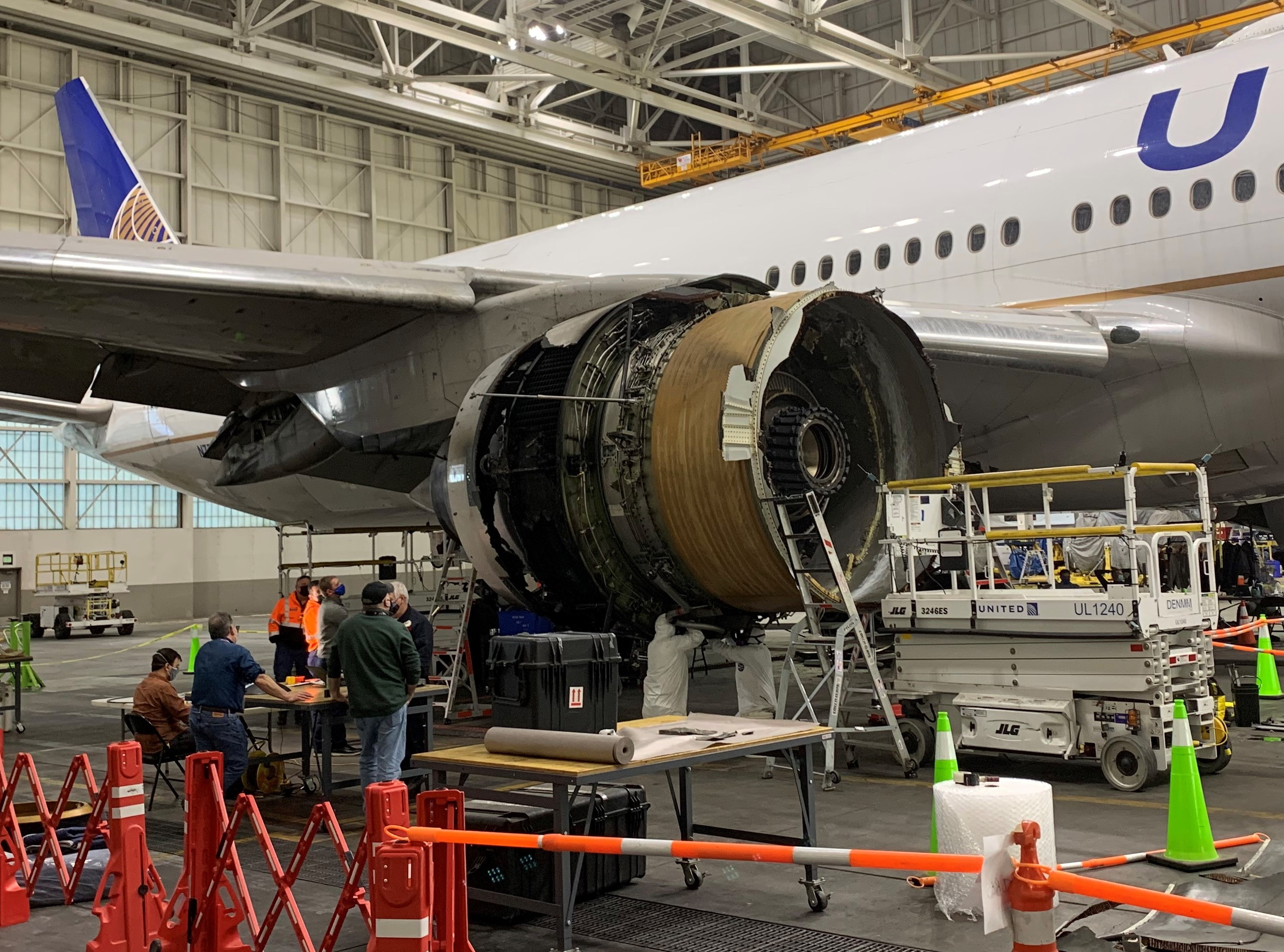
Photographie montrant l'appareil et le réacteur impliqué dans l'incident.

L'avion effectue alors un atterrissage en toute sécurité sur la piste 26 de l'aéroport international de Denver sans aucun blessés.  
L'explosion du réacteur a été filmée par une caméra, tandis que des débris en chute libre et au sol l'ont été par des smartphones,,. 
Le réacteur en panne était un turboréacteur à double flux Pratt & Whitney modèle PW4077, une configuration courante pour le Boeing 777 dont les 128 avions équipés ont été immobilisés après l'incident (69 étaient en service et 59 stockés à part). 
Après plusieurs modifications, ils sont autorisés à voler à partir de mars 2022.